# Těškovice

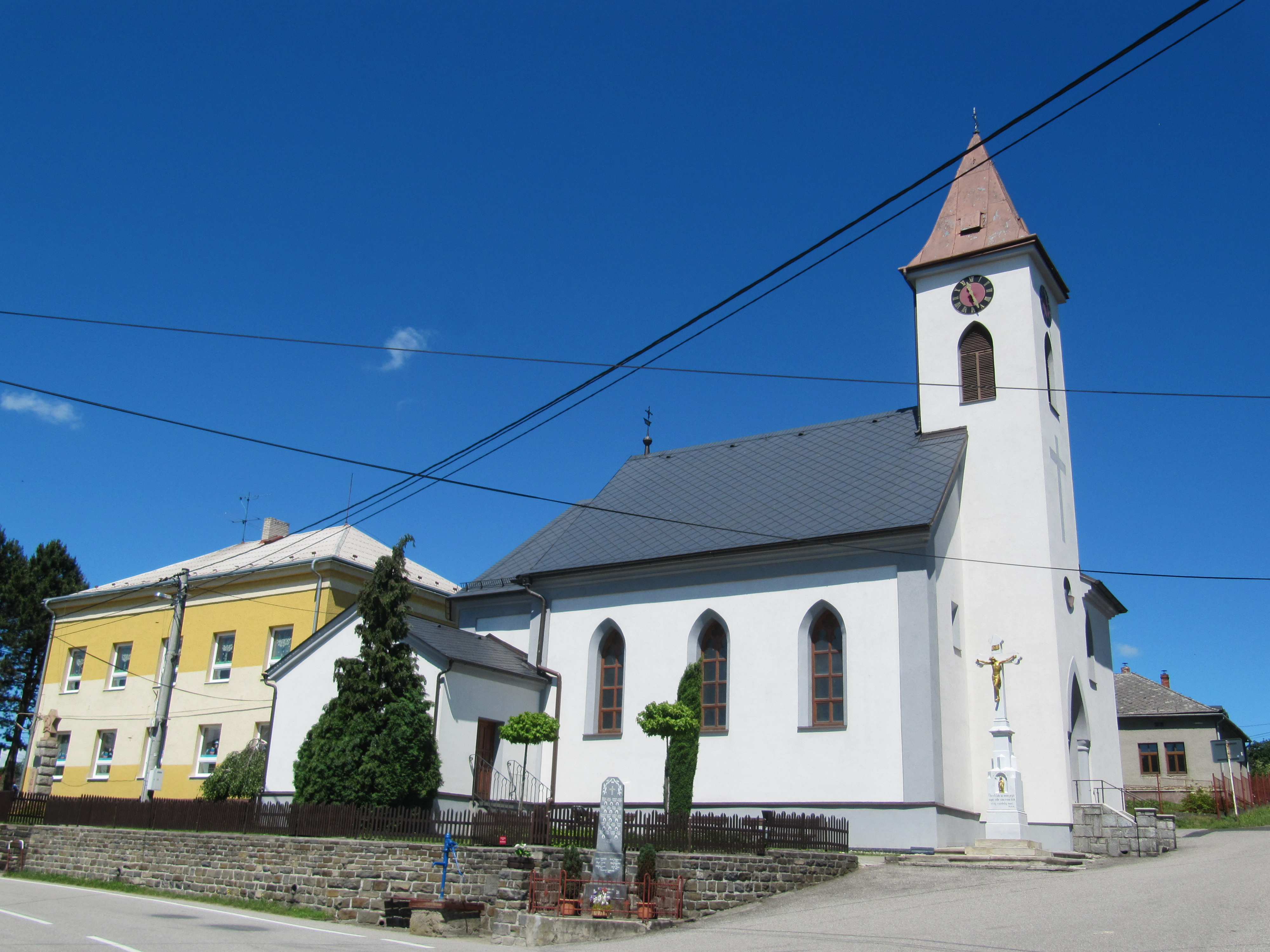
Kirche Maria Himmelfahrt

Těškovice (deutsch Tzieschkowitz) liegt im südöstlichen Teil des Niedrigen Gesenkes in der Nähe des Naturschutzgebietes Oderberge. Es gehört zum Okres Opava im Moravskoslezský kraj in Tschechien.

## Geschichte
Die erste schriftliche Erwähnung von Těškovice erfolgte im Jahre 1377 bei der Teilung des Herzogtums Troppau. Im Jahre 1971 wurde bei Bauarbeiten ein Gefäß mit 225 silbernen Münzen gefunden – den in den Jahren 1300–48 während der Herrschaft der Könige Wenzel II. und Karl IV. geprägten Böhmischen Groschen.

## Sehenswürdigkeiten
- Die Jungfrau-Maria-Himmelfahrt-Kirche wurde im neugotischen Stil im Jahre 1863 erbaut, unter Beihilfe des Grafen Theodor Falkenhain von Kiowitz (Kyjovice).
- Gedenkkreuz
- Als Naturdenkmal „Der Felsen“. Es handelt sich um einen überschwemmten Steinbruch, der sich im Wald bei Těškovice in Richtung Kyjovice befindet.

## Kultur
Zu den regelmäßigen Kulturveranstaltungen gehört das jährlich seit dem Jahre 1956 stattfindende Theatertreffen von Amateurensemblen – Těškovicker Frühling (Těškovické jaro).